# 장정옥

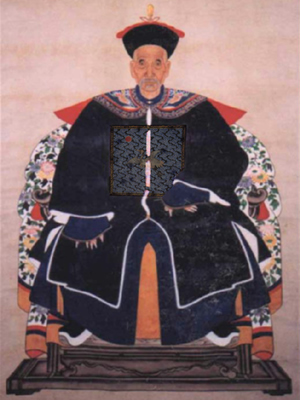

장정옥(중국어 정체자: 張廷玉, 병음: zhāng tíng yù 장팅위[*], 1672년 ~ 1755년)은 청나라의 대신으로 청대 초기 대학사 장영(張英)의 차남으로 한족 출신이다. 자는 형신(衡臣)이고 안휘성(安徽省) 안경시(安慶市) 동성시(桐城市) 출신이다.

## 생애
1700년(강희 39년) 진사시에 급제하여 진사가 된 후 한림원에서 일하게 되었으며, 서길사, 검토, 시강학사, 내각학사, 형부 시랑 등을 역임하였다. 그 후 강희제에게 인정을 받아 대학사, 이부, 형부, 한림원 수서관 총재직 등 고위 요직을 두루 거쳤으며, 조정 대사에도 참여하며 강희제, 옹정제, 건륭제 3대를 섬겼다. 옹정제 때에는 군기처대신이 되었고 발군의 문장 실력을 두루 갖춘 인물로 어지 담당 대신으로 맡았을 정도로 유능한 인재인 동시에 한편으로는 《명사》(明史)를 편찬하였고 1739년(건륭 4년)에 완성하였다. 1725년(옹정 3년) 소장 가치 금액이 무려 4만 량 정도로 평가되는 전당포를 하사받았고, 1730년(옹정 8년)에는 은 2만 냥을 지급받고, 《고금도서집성》(古今圖書集成)을 하사받았다.
그러나 말년엔 민주족 출신 대신 악이태와 분쟁이 있었으며 건륭제 또한 그를 적대시하는 태도를 취했다. 1749년(건륭 14년)에는 고향으로 내려가서 여생을 보내다가 84세의 나이로 타계하였다. 건륭제는 선친인 옹정제의 명에 의거하여 태묘에 모시도록 했고, 문화(文和)라는 시호를 하사하였다.

## 같이 보기
- 이십사사